# Kumari
Kumari (georgiska: კუმარი) är ett vattendrag i Georgien. Det ligger i regionen Abchazien, i den nordvästra delen av landet, 300 km väster om huvudstaden Tbilisi.